# Zerovero
Zerovero è un quiz televisivo svizzero trasmesso dal 2005 su RSI LA1, alle 18:10 dal lunedì al venerdì, prima de Il Quotidiano.
Dal 2020, il ciclo di puntate del 2017 è ritrasmesso in Italia sulle emittenti Telecampione e Telereporter (appartenenti al gruppo Publirose), che dedicano buona parte del loro palinsesto a programmi prodotti dalla RSI. La ripetizione continua negli anni successivi con l'acquisto di volta in volta delle nuove stagioni, mantenendo un ritardo di 3 anni rispetto alla RSI.

## Conduzione
Il programma debuttò il 10 ottobre 2005.
La prima stagione del programma (2005-2006) è stata condotta da Matteo Pelli che però ha poi dovuto abbandonarne la conduzione per problemi inconciliabili con la conduzione del nuovo quiz Attenti a quei due trasmesso in prima serata proprio a partire da settembre 2006. 
La seconda stagione di Zerovero è stata condotta da Aurelia Cattaneo che è rimasta per le due edizioni successive (2006-2007 e 2007-2008) fino a quando, in occasione della sua prima gravidanza (2008) è stata sostituita dal conduttore Marco Di Gioia. 
Nel 2018, in seguito a una riorganizzazione generale dei conduttori, subentra Luca Mora. 
A partire dal 29 agosto 2022 il quiz viene condotto da Daiana Crivelli e vede un rinnovamento grafico.

## Svolgimento
La descrizione del format che segue si riferisce all'edizione 2011-2012 del programma. Le prime due edizioni (2005-2006 e 2006-2007) erano strutturate in modo molto diverso e prevedevano tra le altre cose il collegamento telefonico dello studio con un compagno d'avventura (amico, genitore, figlio) del concorrente. In base al numero di abbinamenti corretti, tramite il "moltiplicatore" si andava a stabilire il montepremi finale in gioco. Nell'edizione 2005-2006 l'ultimo gioco consisteva nel dover trovare 9 abbinamenti corretti sui 15 proposti, con possibilità di rivedere gli abbinamenti dopo che il conduttore aveva comunicato al concorrente se ne avesse azzeccate "almeno 6" oppure "meno di 6". In caso di 9 abbinamenti corretti il concorrente si portava a casa l'intero montepremi (max. 54000 CHF), con un errore si vincevano uno zero in meno (e anche l'effetto moltiplicatore veniva diminuito di un'unità per via delle 8 domande giuste anziché le 9), infine nel caso di due errori si perdevano due zeri con conseguente riduzione del moltiplicatore (X7 anziché X9).
Nell'edizione successiva (2006-2007, condotta da Aurelia Cattaneo e trasmessa in diretta) il gioco finale consisteva in 15 domande a risposta aperta in un arco di tempo di 120 secondi, con possibilità di "passare" se non si conosceva subito la risposta (sbagliando la risposta non c'era possibilità di ripararvi in seguito). Con 9 risposte esatte si salvava uno zero del montepremi accumulato al termine del gioco del moltiplicatore (abbinamenti azzeccati in studio moltiplicati per quelli indovinati dal compagno del concorrente da casa), con 13 risposte esatte se ne salvavano due, infine con tutte le risposte esatte si portava a casa l'intero montepremi.
- Presentazione di un nuovo concorrente che dovrà sfidare il campione della puntata precedente
- I tre jolly: All'inizio del gioco vengono proposte tre "mini-sfide" (di massimo tre domande ciascuna, fatte alternatamente a entrambi i concorrenti) per aggiudicarsi i tre "jolly" da utilizzare obbligatoriamente nel corso dei giochi successivi. Non è possibile tenersi un jolly inutilizzato. Il singolo jolly, se giocato, attribuisce al concorrente il potere di aggiudicarsi una vincita doppia ogniqualvolta fornisca la risposta giusta a una domanda, ma allo stesso tempo se la risposta è sbagliata tale vincita viene assegnata al concorrente. Pertanto occorre valutare bene quando giocare il jolly poiché, se giocato male, il suo effetto benefico potrebbe andare a tutto vantaggio dell'avversario.
- Coppia o single: il conduttore chiede ad un concorrente se le due parole che ci sono sul monitor siano legate tra loro oppure no, se uno dei concorrenti sbaglia il punto va all'altro concorrente.
- Passamano: a turno a ciascuno dei due concorrenti vengono mostrate due possibili risposte di una domanda, ma non la domanda stessa. Basandosi sul proprio intuito e cercando di capire di che argomento si possa trattare, il concorrente decide se tenere per sé la domanda (e quindi provare a rispondervi) oppure se "passarla" all'avversario che dovrà necessariamente dare una propria risposta.
- Una su tre: la stessa domanda viene posta a entrambi i concorrenti, con tre possibili risposte. A turno, uno dei due concorrenti dovrà dare la sua risposta in modo "segreto" (premendo uno dei tre pulsanti sotto la propria postazione) mentre l'altro concorrente avrà del tempo per ragionarvi sopra e quindi dare la propria risposta apertamente (a voce). Il punteggio viene quindi incrementato a chiunque risponda correttamente (eventualmente quindi anche ad entrambi i concorrenti, oppure a nessuno dei due).
- Cosa c'entra con...: Viene mostrata a video una lista di quindici parole e, ai piedi di questa, un argomento (anch'esso una parola). Solo 8 parole della lista c'entrano con l'argomento mostrato sotto. In una prima fase i concorrenti partecipano a un'asta valutando rapidamente quante di queste parole c'entrano con l'argomento e quindi rilanciando la propria "offerta", proponendo di volta in volta un numero a salire da 1 a 8. Il rilancio è effettuato premendo ogni volta il pulsante della propria postazione di gioco e dichiarando a voce alta la propria offerta (il suo nuovo numero, che ovviamente deve essere più alto dell'ultimo giocato fino a quel momento da entrambi i concorrenti). Si aggiudica l'asta il concorrente che allo scadere del tempo avrà puntato il valore più alto dei due (il massimo è 8). A questo punto sarà solo lui a prendere parte alla seconda fase di questo gioco, cercando (in un tempo di 60 secondi) di indovinare un numero di corrispondenze pari a quanto da lui rilanciato nella fase precedente (non è possibile annullare una scelta già effettuata). Se viene commesso anche un solo errore in questa fase, il punteggio corrispondente al numero da lui puntato (moltiplicato per 1000 CHF) viene assegnato automaticamente all'avversario. Se uno dei due giocatori punta il jolly in questo gioco (dichiarandolo prima) e si aggiudica l'asta, allora in caso di successo si vede raddoppiare la vincita in palio, mentre in caso di errore la stessa vincita (sempre raddoppiata) passa all'avversario. Se invece un giocatore punta il jolly ma perde l'asta preliminare, il suo jolly viene "spento" dall'avversario e il gioco procede normalmente (salvo il caso in cui anche l'avversario avesse giocato il jolly qui, circostanza in cui vale ancora il concetto del raddoppio della vincita o della perdita in gioco).
- Rubapunti: il conduttore fa delle affermazioni e il concorrente deve dire, in un lasso di tempo molto breve, se queste sono vere o false. Se il concorrente di turno indovina la risposta (vero o falso) va avanti sempre lui, mentre se sbaglia perde il turno e il ciclo delle domande riprende dall'altro concorrente. Da notare che per ogni risposta corretta il concorrente si aggiudica CHF 2000 e allo stesso tempo il montepremi dell'altro concorrente viene scalato della stessa cifra, pertanto il ribaltamento della situazione avviene spesso con estrema facilità nell'arco di pochi secondi (domande). Allo scadere del tempo di gioco (120 secondi) "vince" e passa alla fase finale il concorrente che ha più soldi. Se durante la partita uno dei due concorrenti viene "azzerato" il gioco ha termine prima dello scadere del tempo.
- La catena finale: c'è una catena, divisa in due parti, che contiene solo le parole d'inizio e della fine mentre le altre le deve inserire al posto giusto il concorrente, che può scegliere se iniziare dalla parte sopra o sotto. Nell'ultima parte bisogna trovare la parola "Zerovero" che collega il sotto con il sopra della catena. Ogni volta che il concorrente sbaglia una sezione della catena (sopra, sotto, parola "Zerovero") il montepremi fino a quel momento accumulato viene diviso per 10, ossia viene "perso uno zero".